# Буркутты (Карагандинская область)
Буркутты (каз. Бүркітті) — село в Каркаралинском районе Карагандинской области Казахстана. Административный центр Киргизского сельского округа. Код КАТО — 354869100.

## История
В советское время в селе действовал совхоз «Киргизия» Каркаралинского района (в 1930-х годах — колхоз «Енбек-Сюйгиш», затем — «Комсомольский»). В этом колхозе трудился Герой Социалистического Труда чабан Топай Конырбаев.

## Население
В 1999 году население села составляло 1461 человек (759 мужчин и 702 женщины). По данным переписи 2009 года, в селе проживало 1311 человек (637 мужчин и 674 женщины).